# 第55回全国高等学校ラグビーフットボール大会
第55回全国高等学校ラグビーフットボール大会（だい55かいぜんこくこうとうがっこうラグビーフットボールたいかい）は、1976年1月1日から9日まで近鉄花園ラグビー場にて行われた、全国高校ラグビー選手権である。優勝は東京都の國學院久我山高校（初優勝）。

## 出場校
- 北北海道 滝上 （初出場）
- 南北海道 函館北 （5年ぶり4回目）
- 北東北 秋田工（秋田県） （4年連続37回目）
- 中東北 黒沢尻工（岩手県） （3年ぶり8回目）
- 南東北 石巻工（宮城県） （2年連続2回目）
- 東関東 高萩（茨城県） （初出場）
- 北関東 行田工（埼玉県） （3年ぶり2回目）
- 南関東 吉田（山梨県） （初出場）
- 東京第一 国学院久我山 （7年連続7回目）
- 東京第二 目黒 （9年連続9回目）
- 神奈川 東海大相模 （2年連続4回目）
- 北越 新潟工（新潟県） （10年連続10回目）
- 北陸 小浜水産（福井県） （初出場）
- 信静 清水南（静岡県） （2年ぶり4回目）
- 愛知 西陵商 （2年ぶり14回目）
- 三岐 関商工（岐阜県） （4年連続5回目）

- 京滋 花園（京都府） （8年連続11回目）
- 大阪第一 大阪工大高 （3年連続4回目）
- 大阪第二 浪商 （3年ぶり5回目）
- 兵庫 報徳学園 （3年ぶり8回目）
- 紀和 天理（奈良県） （2年連続32回目）
- 東中国 広島工（広島県） （8年連続9回目）
- 西中国 山口水産（山口県） （3年連続7回目）
- 北四国 新田（愛媛県） （4年連続17回目）
- 南四国 貞光工（徳島県） （3年ぶり10回目）
- 福岡 筑紫 （初出場）
- 中九州 佐賀工（佐賀県） （6年連続6回目）
- 長崎 大村園芸 （初出場）
- 大分 玖珠農 （初出場）
- 宮崎 高鍋 （5年ぶり2回目）
- 南九州 大口（鹿児島県） （2年ぶり9回目）
- 前年度優勝校:大分舞鶴（大分県） （4年連続16回目）

## 試合時間
1、2回戦は25分ハーフで行い、2回戦以降は30分ハーフで行う。同点で終了した場合は抽選にて次回出場校を決める。

## 試合

### 1回戦
- 国学院久我山 18 - 3 天理
- 大分舞鶴 46 - 0 小浜水産
- 石巻工 17 - 4 大村園芸
- 関商工 28 - 0 大口
- 高鍋 29 - 16 秋田工
- 新潟工 28 - 0 貞光工
- 吉田 22 - 17 報徳学園
- 大阪工大高 18 - 8 行田工

- 黒沢尻工 56 - 3 新田
- 西陵商 48 - 12 玖珠農
- 山口水産 36 - 10 高萩
- 東海大相模 30 - 3 佐賀工
- 函館北 29 - 26 筑紫
- 浪商 46 - 0 清水南
- 広島工 18 - 9 滝上
- 目黒 19 - 12 花園

### 2回戦
- 国学院久我山 34 - 0 大分舞鶴
- 関商工 33 - 3 石巻工
- 高鍋 49 - 25 新潟工
- 大阪工大高 22 - 11 吉田

- 黒沢尻工 70 - 0 西陵商
- 東海大相模 23 - 16 山口水産
- 函館北 25 - 14 浪商
- 目黒 12 - 9 広島工

### 準々決勝
- 国学院久我山 30 - 9 関商工
- 大阪工大高 12 - 4 高鍋

- 黒沢尻工 37 - 0 東海大相模
- 目黒 30 - 9 函館北

### 準決勝
- 国学院久我山 27 - 11 大阪工大高
- 目黒 35 - 15 黒沢尻工

### 決勝
- 国学院久我山（初優勝） 25 - 9 目黒